# Dvopikasti krogličar
Dvopikasti krogličar (znanstveno ime Steatoda bipunctata) je holarktična vrsta pajkov krogličarjev, ki je razširjena po Severni Ameriki in Evropi.

## Opis
Na spodnji strani zadka ima dvopikasti krogličar zanimiv vzorec v obliki znaka za neskončno, na zgornji strani pa ima dve izboklini v obliki pik, po katerih je dobil ime. Samica ima svetlejši in bolj svetleč zadek kot samci. Ti pajki redko presežejo telesno dolžino 7 mm.